# Ara Dinkjian

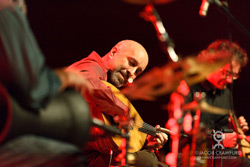
Ara Dinkjian (2011)

Ara Dinkjian (* 1958 in New Jersey) ist ein amerikanischer Oudspieler und Komponist armenischer Herkunft, der vor allem durch seine Beiträge zum World Jazz hervorgetreten ist.

## Leben und Wirken
Dinkjian trat bereits mit fünf Jahren öffentlich auf. Er begleitete zunächst seinen Vater, den Sänger Onnik Dinkjian, sowie John Berberian und George Mgrdichian als Perkussionist. Er lernte weitere Instrumente wie Klavier, Gitarre und Darbouka und studierte an der Hartt School in Hartford (Connecticut), wo er 1980 seinen Abschluss machte; im selben Jahr trat er auf dem Montreux Jazz Festival auf. 1986 gründete er mit Ed Schuller und Arto Tunçboyacıyan die Band Night Ark. Diese interpretierte vor allem seine Kompositionen interpretierte und fusionierte orientalische Musik und Jazz; in der Besetzung mit Armen Donelian und Marc Johnson (der Schullers Platz einnahm) war sie international sehr erfolgreich und konzertierte in vielen Ländern. Auch legte er Alben unter eigenem Namen vor und nahm mit Musikern wie Ben Allison, Thomas Chapin, Nana Simopoulos, Omar Faruk Tekbilek oder Richard Hagopian auf.
Sein Song Dinata (Home Coming) wurde bei der Abschlussfeier der Olympischen Spiele 2004 in Athen aufgeführt. Er schrieb weiterhin Lieder für Eleftheria Arvanitaki und Sezen Aksu (Vazgeçtim, Sarışın, Yine Mi Çiçek, Hoş Geldin und andere).
2002 repräsentierte er Armenien beim First International Meeting of the Oud in Thessaloniki.

## Diskographische Hinweise
- An Armenian in America (2005)
- Peace on Earth (2008)